# Arhaconotus ishigakiensis
Arhaconotus ishigakiensis är en stekelart som beskrevs av Sergey A. Belokobylskij 2001. Arhaconotus ishigakiensis ingår i släktet Arhaconotus och familjen bracksteklar. Inga underarter finns listade.